# Бабетта (зачіска)

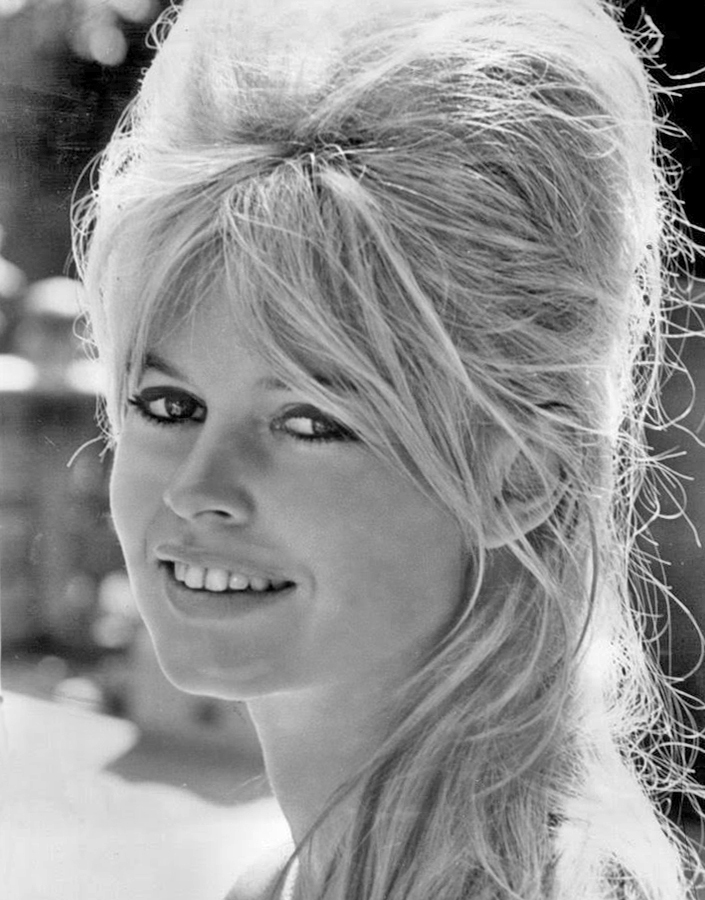
Бріжіт Бардо, 1962

Бабе́тта - зачіска з довгого волосся, укладеного у валик ззаду та частково на маківці. При цьому формується додатковий об'єм укладеного волосся. Зачіска отримала популярність завдяки французькій акторці Бріжіт Бардо після виходу на екрани фільму «Бабетта йде на війну» .

## Опис
В зачісці бабетта ззаду формується валик волосся, або як його ще називають "тугий локон", валик можна декорувати шпильками з стразами або стрічками, особливо такий метод затребуваний при святковому варіанті зачіски. Спереду може бути чуб. При недостатній довжині або густоті власного волосся бабетта може бути створена за допомогою накладних пасем.
Бабетта дозволяє досягти ефекту пишного об'ємного волосся, використовуючи технологію начісування.

## Галерея

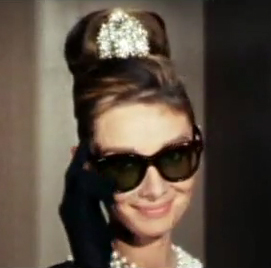
Одрі Хепберн, 1961
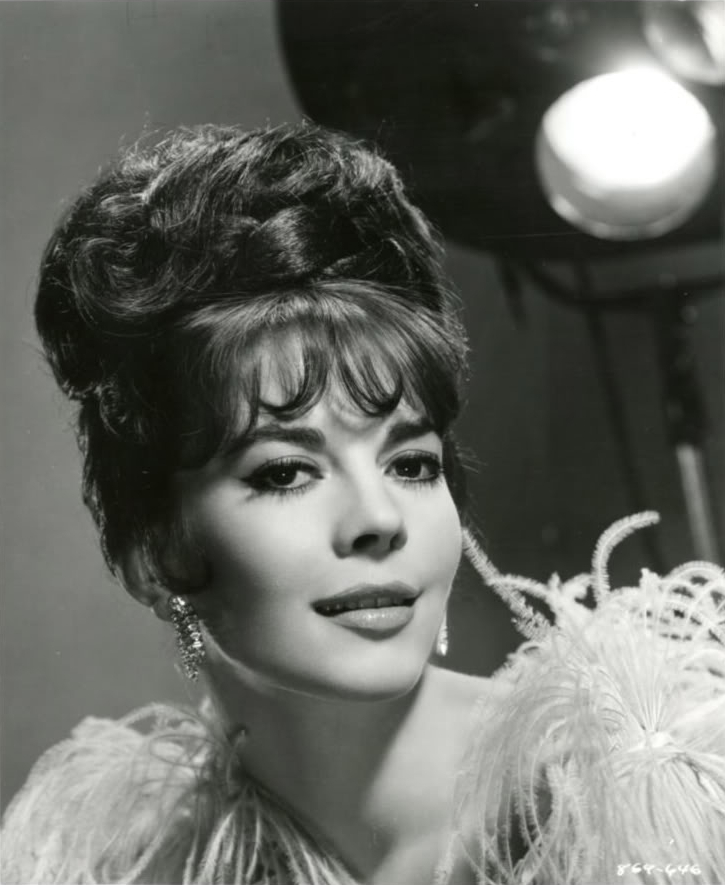
Наталі Вуд, 1964
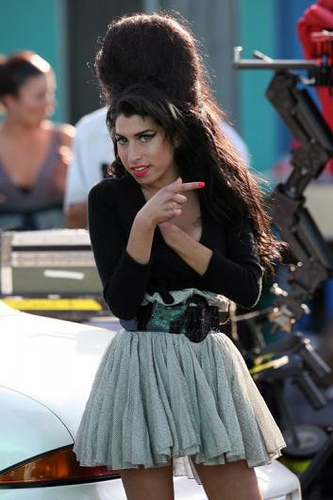
Емі Вайнгауз, 2007
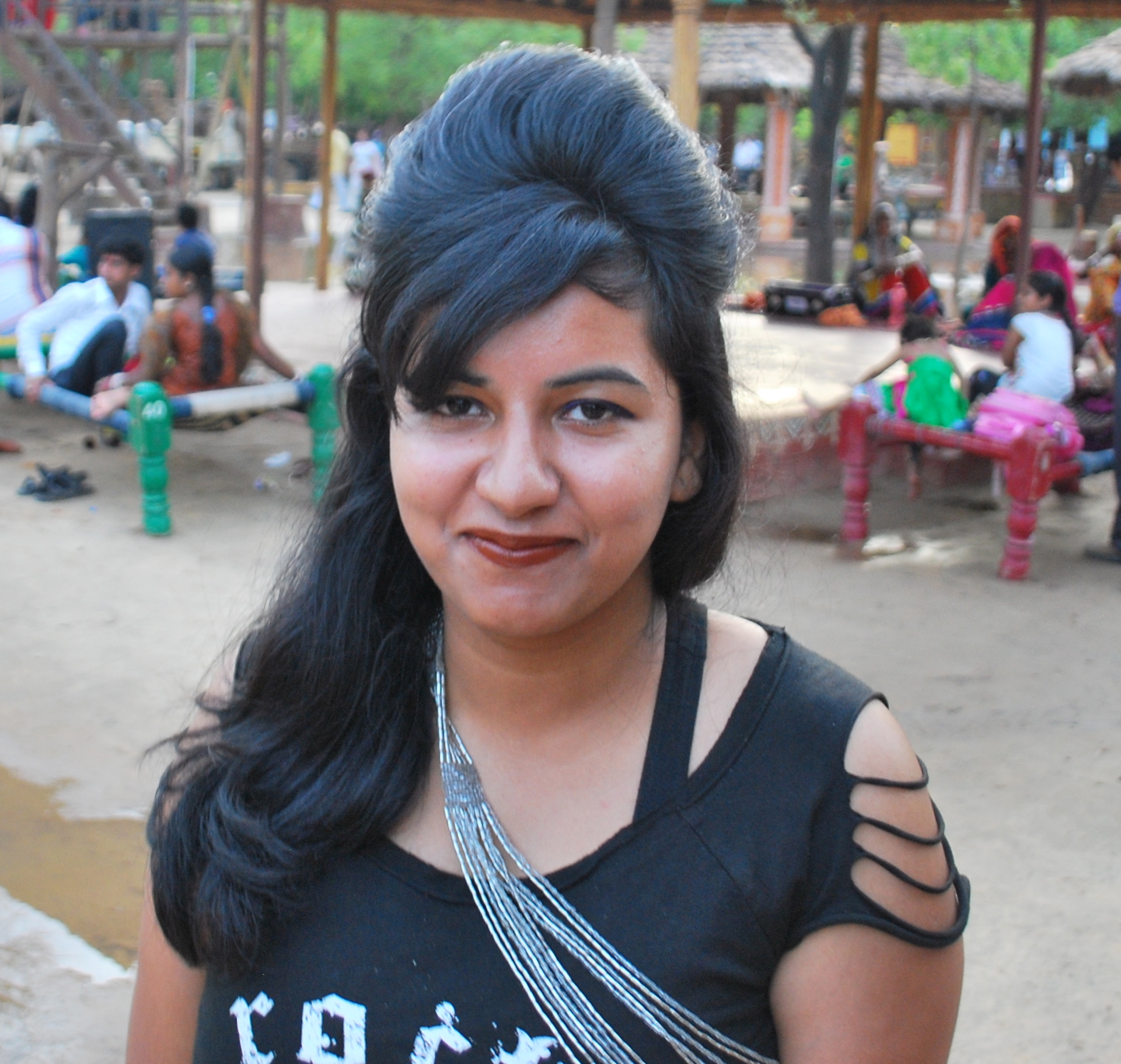
2013